# Zoran Ubavič
Zoran Ubavič (Celje, 28 de octubre de 1965 - 21 de noviembre de 2015) fue un futbolista esloveno que jugó en la posición de delantero. Ubavič jugó toda su carrera en equipos eslovenos y se vistió en una ocasión la camiseta de la selección eslovena en 1992.
Ubavič fue el pichichi de la primera edición de la PrvaLiga eslovena en su temporada inicial en la 1991–92, cosa que le valió conseguir la Bota de Bronce europea.

## Clubes
| Club                  | País      | Año         | Partidos | Goles |
| --------------------- | --------- | ----------- | -------- | ----- |
| NK Olimpija Ljubljana | Eslovenia | 1983 - 1995 | 101      | 69    |
| FC Koper              | Eslovenia | 1990 - 1991 |          |       |
| NK Olimpija Ljubljana | Eslovenia | 1995 - 1997 | 44       | 12    |
| NK Slavija Vevče      | Eslovenia | 1997 - 1998 | 13       | 1     |
| FC Ljubljana          | Eslovenia | 1998 - 2001 | 27       | 11    |
| Olimpija Ljubljana    | Eslovenia | 2005 - 2008 | 41       | 43    |

## Palmarés
En equipo
Olimpija
- Copa de la República de Eslovenia (1): (1986–87)
- Liga de la República de Eslovenia (1): (1986–87)
- Prva SNL (4): (1991–92, 1992–93, 1993–94, 1994–95)
- Copa de Eslovenia (1): (1992–93)

Koper
- Copa de la República de Eslovenia (1): (1990–91)

Gorica
- Prva SNL(1): 1995–96
- Supercopa de Eslovenia (1): 1996

Premios individuales
- Pichichi de la Prva SNL 1991-1992 con 29 goles
- Bota de Bronce europea en 1992